# Districtul Rouina
Rouina este un district din provincia Aïn Defla, Algeria.